# The Low Anthem
The Low Anthem is een Amerikaanse indiefolkband uit Providence (Rhode Island).
De band werd in 2006 opgericht en brak in 2009 door met hun derde album  Oh My God, Charlie Darwin. The Low Anthem speelde onder meer op Lowlands, Pukkelpop en Crossing Border. In 2013 verliet multitalent Jocie Adams de groep om zich te richten op haar nieuwe band Arc Iris.

## Bandleden
- Ben Knox Miller (2006–heden)
- Jeff Prystowsky (2006–heden)
- Jocie Adams (2007–2013)
- Mike Irwin (2011-heden)
- Tyler Osborne (2011-heden)
- Dan Lefkowitz (2006–2007)
- Mat Davidson (2009–2011)

## Discografie

### Albums
- The Low Anthem (2006)
- What The Crow Brings (2007)
- Oh My God, Charlie Darwin (2008)
- Smart Flesh (2011)
- Eyeland (2016)

#### Als alter-ego Snake Wagon
- Have Fun With Snake Wagon (2011)